# Eurytides columbus
Eurytides columbus is een vlinder uit de familie van de pages (Papilionidae). De wetenschappelijke naam van de soort is voor het eerst geldig gepubliceerd in 1850 door Vincenz Kollar.